# بينسيكي
بلدية بينسيكي (بالإسبانية: Pinseque) هي بلدية تقع في مقاطعة سرقسطة التابعة لمنطقة أراغون شمال شرق إسبانيا.

## الديموغرافيا
بلغ عدد سكان بلدية بينسيكي 3.579 نسمة عام 2011 (وفقاً للمعهد الوطني الإسباني للإحصاء).
| 1.472 | 1.500 | 1.833 | 2.479 | 2.953 | 3.423 | 3.579 |